# King Fahd Causeway
Der King Fahd Causeway (engl. Bezeichnung in Saudi-Arabien und Bahrain, arabisch جسر الملك فهد Dschisr al-Malik Fahd, selten auch Bahrain Causeway, deutsch König-Fahd-Damm) ist eine kombinierte Brücken- und Dammverbindung zwischen Saudi-Arabien und Bahrain.
Die Verbindung wurde zwischen 1981 und 1986 gebaut, ist mit ihren vier Fahrspuren 24,6 Meter breit, 25 Kilometer lang und besteht aus fünf durch Dämme und Inseln verbundenen Brücken, welche zusammen eine Gesamtlänge von 12,43 km haben. Für den Inselstaat Bahrain ist der Damm seit seiner Eröffnung am 25. November 1986 die einzige Straßenverbindung zum Festland. Die zunehmende wirtschaftliche Bedeutung dieser Verbindung führte zu Plänen für ähnliche Projekte zwischen Bahrain und Katar sowie zwischen Katar und den Vereinigten Arabischen Emiraten.
Für den vollständig von Saudi-Arabien finanzierten 1,2 Milliarden US-Dollar teuren Bau wurden 147.000 Tonnen Stahl benötigt. 2001 passierten 2,7 Millionen Fahrzeuge mit geschätzten zehn Millionen Passagieren den King Fahd Causeway.
Auf halber Strecke wurde eine künstliche, 66 Hektar große Insel aufgeschüttet, die je zur Hälfte Bahrain und Saudi-Arabien gehört. Auf ihr verläuft jetzt die einzige Landgrenze Bahrains. Die Insel wird Passport Island genannt. Auf Arabisch ist die Bezeichnung al-Dschazira al-wasatiyya / الجزيرة الوسطية / al-Ǧazīra al-wasaṭīya gebräuchlich, in der Wortbedeutung zentrale Insel. Auf Google Maps findet sich entsprechend die Bezeichnung Middle Island (al-Dschazira al-wusta / الجزيرة الوسطى / al-Ǧazīra al-wusṭā). Eigentlich wurde die Insel in Form von zwei verbundenen Inseln entworfen, von denen die westliche zu Saudi-Arabien und die östliche zu Bahrain gehört. Die bautechnische Bezeichnung lautet embankment no. 4. Es gibt sieben solcher embankments (Aufschüttungen) entlang des King Fahd Causeway, von denen die no. 4 die größte ist.